# Serdika Center Sofia
Das Serdika Center Sofia (bulgarisch Сердика Център София) ist ein in der bulgarischen Hauptstadt Sofia befindliches und mit 51.000 m² Einzelhandels- und Büroflächen das größte Einkaufszentrum in Bulgarien. Investor ist die österreichische Sparkassen Immobilien AG, eine Immobilien-Investment-Gesellschaft mit Notiz an der Wiener Börse.
Das Einkaufszentrum mit 210 Geschäften wurde am 16. März 2010 eröffnet.